# Giải Grammy cho trình diễn song tấu hoặc nhóm nhạc pop xuất sắc nhất
Giải Grammy cho Trình diễn song tấu hoặc nhóm nhạc pop xuất sắc nhất là một giải thưởng âm nhạc nằm trong hạng mục giải thưởng của giải Grammy, một giải thưởng ra đời vào năm 1958 ban đầu có tên gọi là giải Gramophone. Theo hướng dẫn mô tả về Giải Grammy lần thứ 54, giải trao cho bản thu âm nhạc pop do song ca/ nhóm nhạc hợp tác trình diễn (hát hoặc phổ nhạc) giới hạn chỉ đĩa đơn hoặc track lẻ.
Đây là một trong số các hạng mục mới của lễ trao giải Grammy thường niên bắt đầu được trao từ năm 2012. Nó liên kết với các hạng mục trước đó: Hợp tác giọng pop xuất sắc nhất, Trình diễn song tấu/nhóm nhạc giọng pop xuất sắc nhất và trình diễn nhạc pop không lời xuất sắc nhất. Việc cơ cấu lại các hạng mục này là do Viện thu âm mong muốn giảm bớt danh sách các hạng mục và giải thưởng, tránh sự phân biệt giữa hợp tác bộ đôi với 1 nhóm.

### Thập niên 2010
| Năm[I] | Nghệ sĩ                                     | Ca khúc đề cử                | Các đề cử khác | Ghi chú |
| ------ | ------------------------------------------- | ---------------------------- | --- | ------- |

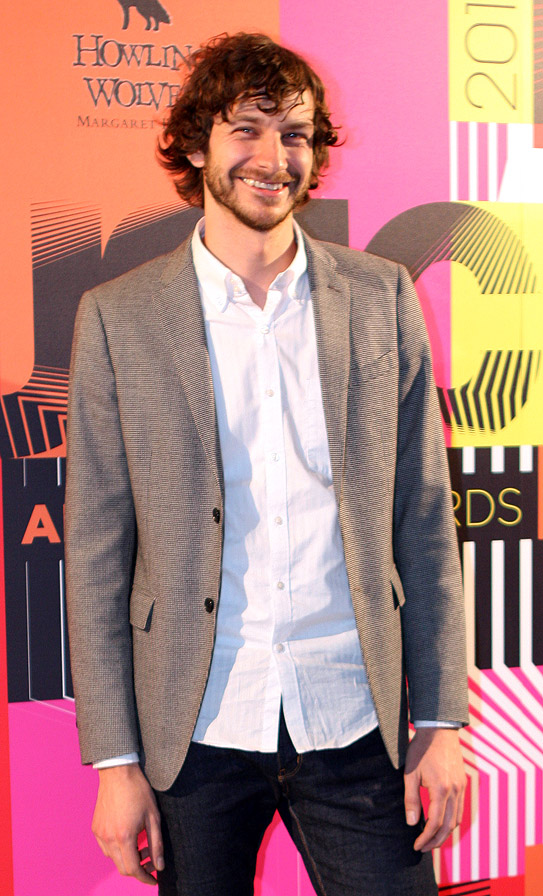
người thắng giải năm 2013, Gotye

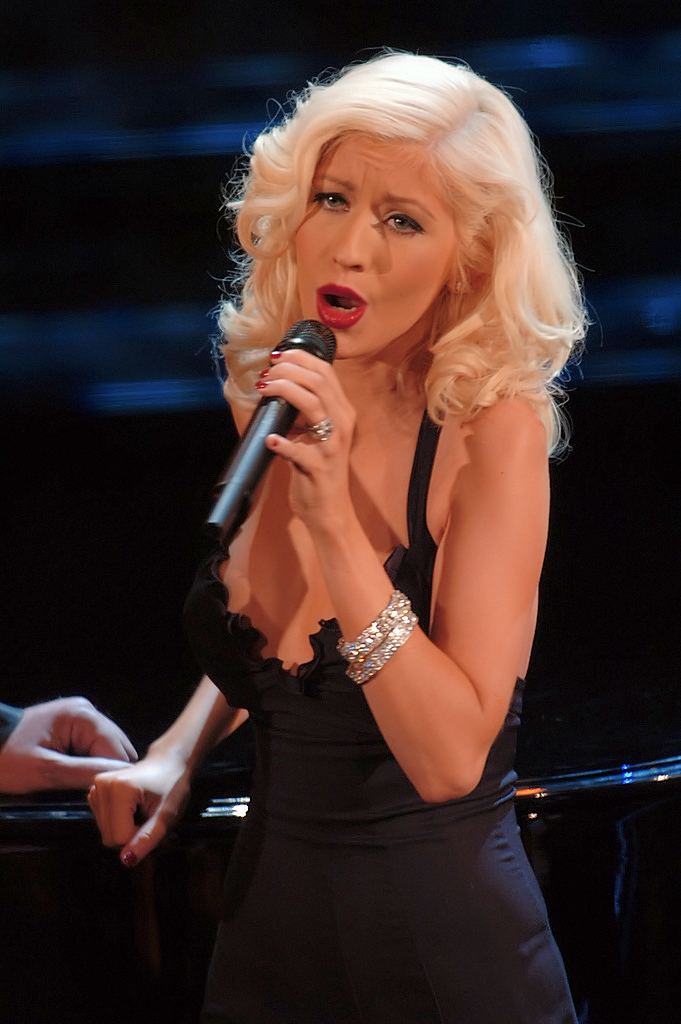
Người ba lần được đề cử và thắng giải năm 2015, Christina Aguilera

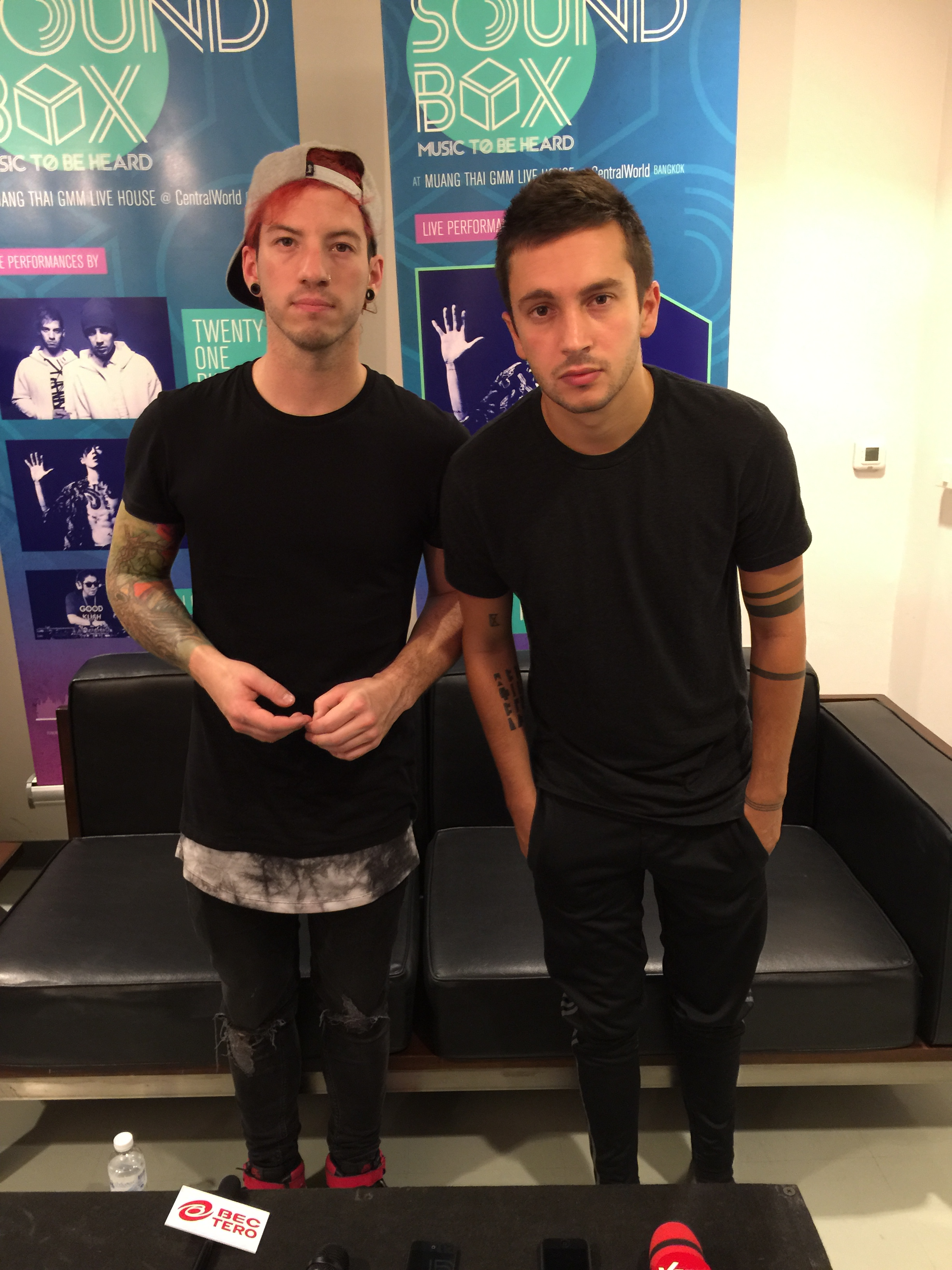
Người thắng cử năm 2017, Twenty One Pilots.

| 2012   | Tony Bennett & Amy Winehouse                | Body and Soul                | - Dearest - The Black Keys - Paradise - Coldplay - Pumped Up Kicks - Foster the People - Moves Like Jagger - Maroon 5 hợp tác với Christina Aguilera | [ 3 ]   |
| 2013   | Gotye hợp tác với Kimbra                    | Somebody That I Used to Know | - Shake It Out - Florence and the Machine - We Are Young - Fun hợp tác với Janelle Monae - Sexy and I Know It - LMFAO - Payphone - Maroon 5 hợp tác với Wiz Khalifa |         |
| 2014   | Daft Punk, Pharrell Williams & Nile Rodgers | Get Lucky                    | - Suit and Tie - Justin Timberlake & Jay-Z - Just Give Me a Reason - Pink hợp tác với Nate Ruess - Stay - Rihanna hợp tác với Mikky Ekko - Blurred Lines - Robin Thicke, T.I. & Pharrell Williams |         |
| 2015   | A Great Big World & Christina Aguilera      | Say Something                | - Fancy - Iggy Azalea & Charli XCX - A Sky Full of Stars - Coldplay - Bang Bang - Jessie J, Ariana Grande & Nicki Minaj - Dark Horse - Katy Perry & Juicy J | [ 4 ]   |
| 2016   | Mark Ronson hát cùng Bruno Mars             | "Uptown Funk"                | - "Ship to Wreck" - Florence + The Machine - "Sugar" Maroon 5 - "Bad Blood" - Taylor Swift hợp tác với Kendrick Lamar - "See You Again" - Wiz Khalifa hợp tác với Charlie Puth | [ 5 ]   |
| 2017   | Twenty One Pilots                           | "Stressed Out"               | - "Closer" - The Chainsmokers hợp tác với Halsey - "7 Years" - Lukas Graham - "Work" - Rihanna hợp tác với Drake - "Cheap Thrills" - Sia hợp tác với Sean Paul | [ 6 ]   |
| 2018   | Portugal. The Man                           | "Feel It Still"              | - "Something Just like This" - The Chainsmokers và Coldplay - "Thunder" - Imagine Dragons - "Despacito" - Luis Fonsi và Daddy Yankee hợp tác với Justin Bieber - "Stay" - Zedd và Alessia Cara |         |
| 2019   | Lady Gaga và Bradley Cooper                 | "Shallow"                    | - "Fall In Line" - Christina Aguilera hợp tác với Demi Lovato - "Don't Go Breaking My Heart" - Backstreet Boys - "'S Wonderful" - Tony Bennett và Diana Krall - "Girls Like You" - Maroon 5 hợp tác với Cardi B - "Say Something" - Justin Timberlake hợp tác với Chris Stapleton - "The Middle" - Zedd, Maren Morris và Grey |         |

### Thập niên 2020
| Năm[I] | Nghệ sĩ                      | Ca khúc đề cử   | Các đề cử khác | Ghi chú |
| ------ | ---------------------------- | --------------- | --- | ------- |
| 2020   | Lil Nas X và Billy Ray Cyrus | "Old Town Road" | - "Boyfriend" - Ariana Grande và Social House - "Sucker" - Jonas Brothers - "Señorita" - Shawn Mendes và Camila Cabello - "Sunflower" - Post Malone và Swae Lee                             | [ 7 ]   |
| 2021   | Lady Gaga và Ariana Grande   | "Rain on Me"    | - "Un Dia (One Day)" - J Balvin, Dua Lipa, Bad Bunny và Tainy - "Intentions" - Justin Bieber hợp tác với Quavo - "Dynamite" - BTS - "Exile" - Taylor Swift hợp tác với Bon Iver             | [ 8 ]   |
| 2022   | Doja Cat & SZA               | "Kiss Me More"  | - "I Get a Kick Out of You" - Tony Bennett và Lady Gaga - "Lonely" - Justin Bieber và Benny Blanco - "Butter" - BTS - "Higher Power" - Coldplay - "Kiss Me More" - Doja Cat hợp tác với SZA | [ 9 ]   |

^[I]  Các năm trao giải đều được liên kết với lễ trao giải năm đó.

## Thamkhảo
1. ↑  "Grammy Awards at a Glance". Los Angeles Times. Tribune Company. Truy cập ngày 24 tháng 4 năm 2010.
2. ↑  "Category Mapper". National Academy of Recording Arts and Sciences. Bản gốc lưu trữ ngày 4 tháng 6 năm 2012. Truy cập ngày 25 tháng 11 năm 2011.
3. ↑  "2011 – 54th Annual GRAMMY Awards Nominees And Winners: Pop Field". The Recording Academy. ngày 30 tháng 11 năm 2011.
4. ↑  "57th Grammy Nominees". Los Angeles Times. Truy cập ngày 5 tháng 12 năm 2014.
5. ↑  "58th Grammy Nominees". Grammy. Truy cập ngày 7 tháng 12 năm 2015.
6. ↑  "59th Grammy Nominees". Grammy. Truy cập ngày 6 tháng 12 năm 2016.
7. ↑  "Grammy Awards Nominations: The Complete List". Variety (bằng tiếng Anh). ngày 20 tháng 11 năm 2019. Truy cập ngày 20 tháng 11 năm 2019.
8. ↑  Shafer, Ellise (ngày 14 tháng 3 năm 2021). "Grammys 2021 Winners List". Variety. Truy cập ngày 14 tháng 3 năm 2021.
9. ↑  "Grammy Nominations 2022: See the Full List Here". Pitchfork (bằng tiếng Anh). ngày 23 tháng 11 năm 2021. Truy cập ngày 23 tháng 11 năm 2021.